# Tamaki, Mie
Tamaki (japanska: 玉城町?, Tamaki-chō) är en landskommun (köping) i Mie prefektur i Japan.  